# Jean-Louis de Bussy-Rabutin
Pour les articles homonymes, voir Bussy et Rabutin.
Jean-Louis de Rabutin, comte de Bussy, né en 1642 et mort le 15 novembre 1716 à Vienne, est un militaire français.

## Biographie
Fils de Françoise de Montbeton et de Jean de Rabutin, de la branche cadette de la famille bourguignonne, et de ce fait cousin germain  de Marie de Sévigné et du comte de Bussy-Rabutin, il a d’abord été page de la princesse de Condé, nièce de Richelieu et épouse du Grand Condé, puis mousquetaire, avant de devoir se sauver de France en 1671, à la suite d’un scandale.
Il a eu une grande fortune à l’étranger en prenant du service auprès de Charles de Lorraine, puis dans l’armée impériale peu avant le second siège de Vienne, comme lieutenant-colonel dans un régiment de dragons occupant Wiener Neustadt. En 1682, il a épousé Dorothée-Elisabeth (no), fille du duc de Holstein Wissembourg, de la maison royale de Danemark.
Après avoir combattu aux sièges de Buda et de Nové Zámky pendant la Grande guerre turque, il a été promu colonel en 1686 par le commandant suprême, l’électeur Maximilien-Emmanuel de Bavière, et reçu un régiment en commandement. Devenu général de bataille en novembre 1686, il s’est distingué dans d’autres batailles et été blessé à l’épaule d’un coup de mousquet, lors du siège de Belgrade en 1688. Il a ensuite servi sur le Rhin sans action notable puis, en 1691, en Italie sous le prince Eugène, lorsque celui-ci envahit le Dauphiné en 1692. Dirigeant l’avant-garde, il est promu lieutenant maréchal, la même année, et commande la prise de Guillestre, défendue par de fortes forces espagnoles. Lorsque l’armée se retire, il commande l’arrière. En 1693, il s’empare du fort de Santa Brígida pour soutenir le duc Victor-Amédée II, lors du siège de Pignerol. Lors de la déroute d’Orbessan, il revient sur le devant de la scène. En 1694 et l’année suivante, il est envoyé en mission diplomatique à Milan et à Vienne, ville où il fait plus ample connaissance avec l’empereur Léopold Ier, qui l’a promu général de cavalerie.
Peu de temps, l’électeur Auguste le Fort, commandant suprême en Hongrie, lui ayant ordonné d’avancer contre Temesvar, il a participé à la bataille d’Olasch, du 26 aout 1696, contre les Turcs, qui s’est soldée par un retrait des deux armées avec de lourdes pertes de part et d’autre. Il a néanmoins réussi à sauver une grande partie de ses troupes et à les ramener en Transylvanie. Un an plus tard, il s’est rendu en Hongrie pour soutenir le prince Eugène, réussissant à tromper les Ottomans et à unir ses troupes aux siennes. Lors du conseil de guerre précédant la bataille de Zenta, du 11 septembre 1697, il a été l’un des rares à soutenir le plan du prince Eugène d’attaquer l’ennemi retranché avant qu’il ne traverse la rivière Tisza, commandant l’aile gauche dans cette bataille décisive de la cinquième guerre austro-turque ainsi que l’une des pires défaites jamais infligées à l’Empire ottoman, mettant fin à la domination turque sur la Hongrie.
Après la bataille, il a marché vers Temesvar et pris Uf-Palanka, le 4 novembre, avant de retourner en Transylvanie, dont le commandement des troupes lui a été confié, à l’issue de la signature de la paix de Carlowitz, en 1699, mais le mécontentement continuant d’agiter la Transylvanie, il a dû réprimer un soulèvement à Hermannstadt et empêcher les Tatars de l’envahir. Les troubles ont été encore alimentés, à partir de 1703, par la guerre d'Indépendance de Rákóczi menée par la noblesse hongroise contre l'absolutisme des Habsbourg, et il n’a pas été en mesure d’empêcher les domaines d'élire prince François II Rákóczi, avec le soutien de la France. Obligé d’abandonner la ville fortifiée de Kolozsvár en, en 1704, il s’est installé à Hermannstadt, où de nombreux insurgés sont morts, d'autres devant fuir. Il a fait capturer les chefs des rebelles, exécuter le chancelier de Transylvanie, fait confisquer les actifs des principaux rebelles et pour les distribuer à ses troupes pour les récompenser.
Il a également réussi dans les batailles suivantes, avant d’être mis sur la défensive en raison de la supériorité de ses adversaires. Les villes les plus importantes étaient désormais aux mains des rebelles et une éventuelle retraite en Valachie était coupée. Lors de son accession au trône, le nouvel empereur Joseph Ier l’a nommé feld-maréchal, en 1704, en lui promettant son soutien. Cette promesse non tenue, il a dû quitter Hermannstadt avec seulement 1 300 hommes, et se replier sur Gyulafehérvár, où il a fait sa jonction avec les troupes du maréchal d’Herbeville (de), ce qui a permis de renverser la situation et permis aux Impériaux de reprendre l'initiative. Ils ont convoqué le parlement de l’État pour permettre à la noblesse de rendre hommage à l’empereur, tandis que Rabutin recevait l’ordre de combattre le soulèvement en Hongrie. Cette campagne ayant échoué, car les insurgés ont évité la bataille ouverte, il a été obligé de se retirer en Styrie. Pendant ce temps, la Transylvanie était presque perdue et des par des intrigues de cour lui ont même fait perdre son commandement en Transylvanie. En échange, il a été nommé membre du Conseil d’État, mais il a protesté et demandé à retourner en Transylvanie, ce qui lui a été accordé en 1708. Avec l’aide du maréchal von Kriechbaum (de), il a largement réussi à réprimer le soulèvement des anti-Habsbourg hongrois, jusqu’à son rappel, en 1708. Il est retourné à Vienne et, en 1712, il a été nommé membre du conseil secret.